# Musée d'Art naïf et d'Arts singuliers
Pour les articles homonymes, voir Musée d'art naïf.
 (août 2017).
Le musée d'Art naïf et d'Arts singuliers (MANAS) est un musée municipal de la Ville de Laval (Mayenne) situé dans l'enceinte du Vieux-Château. Créé en 1967 à l'initiative des artistes Jules Lefranc et Andrée Bordeaux-Lepecq, il était alors le premier et le seul établissement français consacré à l'art naïf. Sous l'impulsion des directeurs et conservateurs successifs, ses collections se sont enrichies de centaines d’œuvres singulières, mettant ainsi en évidence les liens profonds qu'entretiennent les différentes formes d'art autodidactes.

## Historique
En 1965, Jules Lefranc, artiste naïf lavallois, propose de faire don de son importante collection d’art naïf à la Ville de Laval, demandant toutefois à ce qu’un musée consacré à l’art naïf soit créé pour l’accueillir. En 1967, grâce au travail de plusieurs personnalités, notamment les artistes Jean-Pierre Bouvet qui en sera le premier directeur, et Andrée Bordeaux Le Pecq, présidente du Salon Comparaisons, le musée Henri Rousseau, premier musée d’art naïf en France, est créé.
Installé au Vieux-Château, en lieu et place des collections scientifiques et archéologiques, le musée portera ensuite le nom de musée du Vieux-Château. À la suite des nombreuses acquisitions d’œuvres apparentées aux arts singuliers, il est désormais connu sous l'appellation de musée d’Art naïf et d’Arts singuliers (MANAS).
Dès 1973, le musée de Laval s'enrichit d’œuvres issues des arts marginaux.

## Collections
Le musée d'Art naïf et d'Arts singuliers de Laval a réparti ses œuvres naïves en cinq sections.

### Les primitifs modernes
La première salle réunit les « primitifs modernes ». Cette dénomination désigne les premiers artistes naïfs, que Wilhelm Uhde, collectionneur et critique d'art de la première moitié du XXe siècle, a découverts ou soutenus : Henri Rousseau, dit le Douanier, Séraphine de Senlis, André Bauchant, Camille Bombois et Louis Vivin. Uhde refusa en effet l'appellation de « naïf », qu'il trouvait péjorative et réductrice.

### Les naïfs en tous genres
La deuxième salle d'exposition démontre les liens étroits entretenus par les artistes naïfs avec les formes d'art traditionnelles.  En effet, si l'art naïf a établi des distances avec l'art académique, s'il ignore les techniques classiques et invente sa propre écriture plastique, il n'en reste pas moins que la peinture des maîtres influence fortement les naïfs : ils en reprennent les thèmes et les sujets, en réinventent les codes, sans jamais les dénaturer.
De la même façon, chacun des genres de la peinture académique réapparaît dans la production naïve : la peinture d'histoire rassemble les sujets historiques, religieux, mythologiques, et les peintures de bataille. Les scènes de genre, propices à la narration des événements du quotidien, abondent. Le portrait est un prétexte à exprimer la gratitude et l'admiration envers les êtres aimés. Les paysages et les bestiaires les plus fantasques illuminent les univers merveilleux des artistes. La nature morte, enfin, permet à l'artiste de transcender les objets les plus humbles du quotidien.

### Les artistes naïfs d'Europe de l'Est
L'art naïf a trouvé en Europe de l'Est un territoire fertile, et s'y est développé très rapidement dès les années 1930, connaissant un succès international. Trois artistes, Ivan Generalić, Franzo Mraz, et Mirko Virius, furent les pionniers de cet engouement : ils fondèrent dans les années 1930 l’École de Hlebine, école de peinture naïve qui permit à des peintres-paysans de différentes générations de travailler ensemble.
Les premiers artistes naïfs d'Europe de l'Est ont peint leurs œuvres en réaction à l'oppression sociale que leurs peuples subissaient : « Je représentais les choses telles qu'elles étaient alors » écrit Ivan Generalic[réf. nécessaire]. Dans un contexte social tendu, dans lequel les classes populaires subissaient une pression économique insupportable, la peinture devient pour ces paysans, dépourvus de toute formation artistique, un moyen de s'exprimer et de se défendre.

### La collection Lefranc
La donation Lefranc, à l'origine de la création du musée, comprenait quinze toiles et deux gouaches de sa main, auxquelles s'ajoutaient quinze tableaux de sa collection personnelle.
La salle consacrée à l'artiste présente une sélection de ses œuvres et de ceux avec qui il s'est lié d'amitié et qu'il a pu conseiller et soutenir. Une place particulière est accordée à Eva Lallemant dont Lefranc était très proche.

### Les singuliers de l'art
Trois salles du musée sont consacrées aux « singuliers de l'art ». Auprès des artistes historiques comme Alain Lacoste, Gérard Sendrey, Noël Fillaudeau, sont présentées les œuvres de contemporains de seconde génération. On y retrouve ainsi Pierre Albasser, Marie Audin, Bruno Montpied, Jean-Louis Cerisier ou encore Alain Pauzié.

## Expositions temporaires
En dehors de l'exposition permanente, le musée d'Art naïf et d'Arts singuliers de Laval propose plusieurs fois par an des expositions temporaires, permettant de découvrir de nouvelles caractéristiques de l'art naïf et des arts singuliers, ou encore des œuvres et objets conservés en réserve, appartenant aux collections beaux-arts ou sciences et techniques de la Ville.
- 2015 :
  - Henri Trouillard, Ma Vie, du 4 avril au 31 mai ;
  - Jean-Baptiste Messager et les photographes du pittoresque, du 20 juin au 27 septembre ;
  - Jacqueline Benoit, une donation d'exception, du 7 novembre au 31 janvier 2016.
- 2016 :
  - Cabinet des Merveilles, du 30 janvier au 4 septembre ;
  - De Bric // De Broc, du 26 mars au 25 septembre ;
  - Marie-Rose Lortet, une incroyable histoire[3], du 15 octobre 2016 au 8 janvier 2017 ;
  - Jérémy Gobé // Sans fenêtre rien ne paraît singulier, du 22 octobre 2016 au 5 février 2017.
- 2017 :
  - Brésil, un réalisme magique, du 28 janvier au 30 avril [célébrations du Cinquantenaire du musée] ;
  - Jules Lefranc, un certain regard, du 18 mars au 11 juin [célébrations du Cinquantenaire du musée] ;
  - Anatole Jakovsky et la Sirène, du 20 mai au 3 septembre [célébrations du Cinquantenaire du musée] ;
  - Laure Forêt, du 18 mai au 17 septembre ;
  - Douce Mirabaud, Invocation, du 18 mai à fin septembre ;
  - Andrée Bordeaux Le Pecq, du 8 juillet au 17 septembre [célébrations du Cinquantenaire du musée] ;
  - Jean-Pierre Bouvet, du 14 octobre au 28 janvier 2018 [célébrations du Cinquantenaire du musée].
- 2018 :
  - Daniel-Yves Collet, du 21 janvier au 18 mars
  - Leopold Ridel, Du compas au pinceau , du 17 février au 20 mai ;
  - Renaud Philippot[4], du 14 avril au 24 juin ;
  - Léo Lélée, imagier de l'Art nouveau, du 2 juin au 1er juillet ;
  - Marie Audin, du 14 juillet au 16 septembre ;
  - Gérard Sendrey[5], du 13 octobre 2018 au 27 janvier 2019.
- 2019 :
  - Cérès Franco[6], En territoires imaginaires, du 8 décembre 2018 au 10 mars 2019 ;
  - Au temps suspendu, du 2 février au 3 mars ;
  - Ody Saban[7], du 30 mars au 23 juin ;
  - Constance Boulay, du 13 avril au 2 juin ;
  - François Monchâtre, du 15 juin au 8 septembre ;
  - Alain Pauzié[8], du 13 juillet au 20 octobre ;
  - Résonnances... Hervé Robillard[9], du 7 septembre au 3 novembre ;
  - Marjan, du 15 septembre 2019 au 5 janvier 2020 ;
  - Femmes ! Les collections au féminin, du 23 novembre 2019 au 26 avril 2020.
- 2020 :
  - Michel Hénocq[10], Les minutes de sable mémorial, du 18 janvier au 29 mars.

## Évènements culturels
Le musée propose et participe à de nombreux rendez-vous lavallois et nationaux :
- Les Mijotés, conférences autour d'une œuvre sortie des réserves, suivies d'un déjeuner partagé avec l'intervenant ;
- Des visites commentées, gratuites le premier dimanche de chaque mois.
- Des visites thématiques variées autour de la collection du musée.
- Des visites "Coup d’œuvre(s)", l'occasion de découvrir un artiste ou une œuvre en particulier pour en saisir le sens avec l'aide des médiateurs.
- La nuit des musées au MANAS s'articule généralement autour d'un thème. Le cirque, les réalités détournées ou encore le corps sont autant de supports de médiation lors de ces nuits culturelles.

Les caisses du musée sont une autre manière de valoriser les collections, en mettant en place un parcours hors-les-murs. Cinq caisses ont été imaginées par des plasticiens et des créateurs de décor : il s’agissait de recréer l’univers de cinq œuvres du musée à l’intérieur de grandes caisses de transport, permettant ainsi une redécouverte insolite et sensorielle des œuvres. Ces caisses ont été accueillies par l’office de tourisme, le musée Robert-Tatin, des maisons de quartiers lavalloises, des médiathèques de l’agglomération, et le lycée Rousseau.
Le musée propose en parallèle à ces évènements de nombreuses actions en direction de tous les publics : ateliers de création plastique pour les familles durant les vacances scolaires, visites et ateliers destinés aux publics scolaires et en situation de handicap.

## Fréquentation
Depuis 2015, le musée a développé sa politique des publics et voit sa fréquentation augmenter tous les ans.
- 2014 : 19408 visiteurs.
- 2015 : 26859 visiteurs.
- 2016 : 33624 visiteurs.
- 2017 : 34109 visiteurs.
- 2018 : 40259 visiteurs.
- 2019 : 42080 visiteurs.
- 2020 (Crise Covid – 6 mois d'ouverture) : 16991 visiteurs.
- 2021 (Crise Covid – 7 mois d'ouverture) : 23560 visiteurs.

## Directeurs
Jean-Pierre Bouvet fut le premier directeur du musée. À sa mort en 1976, il est remplacé par Charles Schaettel, directeur jusqu'en 1990. Marie-Colette Depierre lui succède jusqu'en 2003. Estelle Fresneau est directrice de 2003 à 2006. L'actuelle directrice est Antoinette Le Falher.

## Publications
En parallèle de sa programmation culturelle, le musée d'Art naïf et d'Arts singuliers mène une politique éditoriale visant à diffuser de la manière la plus large possible la connaissance des collections. Deux collections éditoriales sont portées par le MANAS : 
- Collection du « Petit MANAS illustré » :
  - A. Le Falher (dir.), Marie-Rose Lortet, une incroyable histoire, Laval, Collection du Petit MANAS illustré, 2016.
  - A. Le Falher (dir.), Brésil, un réalisme magique, Laval, Collection du Petit MANAS illustré, 2017.
  - A. Le Falher (dir.), Daniel-Yves Collet, Laval, Collection du Petit MANAS illustré, 2018.
  - A. Le Falher (dir.), Renaud Philippot,  Laval, Collection du Petit MANAS illustré, 2018.
  - A. Le Falher (dir.), Gérard Sendrey,  Laval, Collection du Petit MANAS illustré, 2018.
  - A. Le Falher (dir.), François Monchâtre,  Laval, Collection du Petit MANAS illustré, 2019.
  - A. Le Falher (dir.), Marjan,  Laval, Collection du Petit MANAS illustré, 2019.
- Autres publications :
  - A. Le Falher (dir.), Musée d'Art naïf et d'Arts singuliers de Laval, Guide du visiteur, Laval, 2016.
  - A. Le Falher (dir.), Musée d'Art naïf et d'Arts singuliers de Laval, Jules Lefranc, un certain regard, 2017. Catalogue de l'exposition du 18 mars au 11 juin 2017 du musée d'Art naïf et d'Arts singuliers de Laval.
  - C. Langlais (dir.), Musée d'Art naïf et d'Arts singuliers de Laval, Douce Mirabaud, Invocation, Laval, 2017.
  - A. Le Falher (dir.), Musée d'Art naïf et d'Arts singuliers de Laval, Cérès Franco, En territoires imaginaires, 2018.Catalogue de l'exposition du 8 décembre 2018 au 10 mars 2019 du musée d'Art naïf et d'Arts singuliers de Laval.
  - A. Le Falher (dir.), Musée d'Art naïf et d'Arts singuliers de Laval, Ody Saban, 2019.Catalogue de l'exposition du 30 mars au 23 juin 2019 du musée d'Art naïf et d'Arts singuliers de Laval.
  - . Le Falher (dir.), Musée d'Art naïf et d'Arts singuliers de Laval, Alain Pauzié, 2019.